# Hronské Kosihy
Hronské Kosihy é um município da Eslováquia, situado no distrito de Levice, na região de Nitra. Tem 7,09 km² de área e sua população em 2018 foi estimada em 695 habitantes.

## Demografia
| Ano:        | 1994 | 2004   | 2014   | 2024    |
| ----------- | ---- | ------ | ------ | ------- |
| Broj ljudi: | 660  | 670    | 679    | 790     |
| Razlika:    |      | +1,51% | +1,34% | +16,34% |

| Ano:               | 2023 | 2024   |
| ------------------ | ---- | ------ |
| Número de pessoas: | 792  | 790    |
| Diferença:         |      | -0,25% |